# Swartzia amshoffiana
Swartzia amshoffiana är en ärtväxtart som beskrevs av John Macqueen Cowan. Swartzia amshoffiana ingår i släktet Swartzia och familjen ärtväxter. Inga underarter finns listade i Catalogue of Life.